# Ермолово (Рабоче-Крестьянский сельсовет)
Ермолово — деревня в Вологодском районе Вологодской области.
Входит в состав Майского сельского поселения (с 1 января 2006 года по 8 апреля 2009 года входила в Рабоче-Крестьянское сельское поселение), с точки зрения административно-территориального деления — в Рабоче-Крестьянский сельсовет.
Расстояние по автодороге до районного центра Вологды — 12,6 км, до центра муниципального образования Майского — 3 км. Ближайшие населённые пункты — Сальково, Панькино, Марьинское, Нагорское, Никулино, Поповка, Терентьевское.
По переписи 2002 года население — 5 человек.